# Алту-Риу-Нову
Алту-Риу-Нову (порт. Alto Rio Novo)  —  муниципалитет в Бразилии, входит в штат Эспириту-Санту. Составная часть мезорегиона Северо-запад штата Эспириту-Санту. Входит в экономико-статистический  микрорегион Колатина. Население составляет 6577 человек на 2006 год. Занимает площадь 227,725 км². Плотность населения — 28,9 чел./км².

## Статистика
- Валовой внутренний продукт на 2003 составляет 17.255.053,00 реалов (данные: Бразильский институт географии и статистики).
- Валовой внутренний продукт на душу населения на 2003 составляет 2.554,79 реалов (данные: Бразильский институт географии и статистики).
- Индекс развития человеческого потенциала на 2000 составляет 0,679 (данные: Программа развития ООН).